# Битка за Француску
Битка за Француску или Пад Француске представља немачку инвазију на Француску и земље Бенелукса током маја и јуна 1940. године. Напад немачких снага почео је 10. маја 1940, чиме је завршен Лажни рат. Инвазија се састојала из две главне операције. У првој, Фал Гелб, немачке оклопне снаге су продрле преко Ардена како би онемогућиле савезнички продор у Белгију. Многе савезничке снаге су евакуисане из Денкерка у операцији Динамо. У другој операцији, Фал Рот, која је почела 5. јуна 1940, немачке снаге су пришле с леђа Мажино линији и тако су је неутралисали. Италија је објавила рат Француској 10. јуна 1940. Француска влада је избегла у Бордо, а Париз је пао без борбе 14. јуна. Након што је француска 2. група армија капитулирала 22. јуна, Француска је истог дана потписала примирје.
Француска територија подељена је на немачку окупациону зону, која се налазила на северу и западу, и малу италијанску окупациону зону на југоистоку. На југу је оформљена Вишијевска Француска, на чијем челу је био маршал Филип Петен. Француска и Бенелукс остали су под немачком контролом све до савезничког искрцавања у Нормандији јуна 1944. и победе савезника која је након тога уследила.

## Француска војска на почетку рата
Француска је 1939. године била под снажним утицајем искустава Првог светског рата, која су се одразила како на војну доктрину, тако и на морал нације.
Основна мисао водиља француских војних стратега били су енормни губици у људству након покушаја да се офанзивним акцијама пробију немачке линије. Зато се за будући рат одабрала дефанзивна стратегија темељена на примени одбрамбене ватре и система утврђења који је требало да на смрт искрваре немачког нападача. Крајњи израз те доктрине била је чувена Мажино линија  — систем утврђења на немачкој граници који се сматрао најмодернијим на свету и практички непробојним.
Мажино линија је, с друге стране, у себи крила озбиљни недостатак —  огромне трошкове због којих се, делимично, одустало од градње сличног комплекса на белгијској граници (иако је одлука била делом и политичке нарави, у сврху охрабрења Белгије да се у будућем сукобу придружи савезницима). Но, далеко већи проблем је био тај што су средства уложена у Мажино линију ускраћена развоју и производњи нових, модерних оружја. Зато је француска армија у рат ушла с великим делом застареле и неадекватне опреме. Једини изузетак су били тенкови, који су у то доба били најсавременији у свету, али чије предности нису дошле до изражаја због погрешне тактике.
Додатни проблем за француску војску била је у изузетно лошем квалитету највишег командног кадра који су, с изузецима попут пуковника Шарла де Гола, сачињавали потпуно неспособни људи застарелих схватања, па тако у згради француског генералштаба није постојао ниједан телефон или радио-станица. И међу људством је било доста проблема, поготово због тога што су велики део јединица сачињавали неквалитетни и дефетизму склони резервисти. 
Француска ратна морнарица је, с друге стране, била прилично модерна, али она у рату, с обзиром да је била концентрисана у Медитерану, углавном није дошла до изражаја. 
Француско ратно ваздухопловство је било инфериорно немачком бројем и квалитетом апарата. Тек је крајем 1930-их уложен одређен напор да се почну производити модерни типови авиона, али је то дошло прекасно да би се одразило на бојишту.

## Немачка стратегија
Хитлер је сањао о покретању нове војне офанзиве како би поразио западну Европу, као прелиминарни корак ка освајању територија на истоку, чиме би избегао вођење рата на два фронта. Иако је она прегазила Пољску, Немачка је морала да ојача и реорганизује своју војску да би кампања на Западу била успешна. Чак су потписали споразум о ненападању са Совјетима, који им је олакшао освајање Пољске и касније спровођење планова о инвазији западне Европе. Фирер је сматрао да Немачка мора да се изгради као и војска, и да само ограничени циљеви могу бити испуњени. Зато је наредио спровођење велике војне операције у којој би били освојени Холандија, Белгија и Луксембург, чиме би немачкој војсци пут ка Француској без већих проблема био отворен. Ангажоване су велике копнене снаге Вермахта. Ово би спречило Француску да их заузме и да угрози немачку Рурску област, која је била од виталног значаја за ратну машинерију. Заузимањем Француске такође би се могла напасти и Енглеска, али из ваздуха. Зато је инсистирао да северни део буде окупиран, док је југ требало да буде само под патронатом Немачке. Тај део назван је касније Вишијевска Француска, са седиштем у Вишију. Тај део Француске Хитлер ће касније заузети у једној тајној немачкој операцији. План те операције је био веома строго чуван, тако да чак ни Италијани ништа нису знали о томе. Немци су организовано напали Француску. Имали су више авиона, војника, наоружања и модерније тенкове, али су се француски тенкови ипак доказали као достојни противници. Преко 2 милиона војника било је ангажовано у нападу. Француска војска се ослањала на Мажино линију, коју је ојачала до тренутка напада. Муњевити рат је на Западном фронту показао пуну спремност немачке војске, успевши да за шест недеља избаци Французе и Британце из рата.

## План Халдер
Дана 10. октобра 1939. године, Британци су одбили Хитлерову понуду за било какав мир, а 12. октобра су Французи учинили исто. Франц Халдер, начелник Немачке врховне команде, предложио је план Галеб. Тај план био је сличан Шлифеновом плану из Првог светског рата, јер је напад подразумевао кроз средишњи део Белгије. Требало је да тај план изненади француске снаге које су замишљене да буду опкољене. Тиме је жртвовано пола милиона немачких снага да би се савезничке снаге изгурале на реку Сому. Немачке снаге су се спремале за инвазију 1940. године. Хитлер је био разочаран у овај план.

## Немачке снаге пред инвазију на Француску
Немачка војска имала је у тренутку напада на Пољску 112 дивизија, око 2.000 авиона, 3.000 тенкова и преко 1,5 милиона војника. Међутим, сам Хитлер знао је да, како би проширио територије на истоку, мора Савезнике избацити из рата и ојачати своју војску. Стратегија немачких снага била је опкољавање и уништење непријатељских снага на широком фронту.
У складу са планом „Гелб“, немачка Врховна команда је пребацила на Запад три групе армија са укупно 136 дивизија. Од тога су 10 дивизија биле тенковске, а 7 моторизоване. Целокупна ова групација је имала 2.580 тенкова, 3.824 авиона, 7.378 артиљеријских оруђа калибра 75  и више милиметара. Немачке снаге биле су разврстане у Групу армија „А“, „Б“ и „Ц“.
Група армија А састојала се од 45 дивизија, а од тога 7 тенковских. Командант је био тадашњи генерал Герд фон Рундштет. Задатак ове групе армија је био да нападну преко Ардена и заобиђу тешко утврђену Мажино линију. Надирући преко Белгије и Луксембурга, Рундштатове снаге добиле су задатак да форсирају реку Мезу, између Динана и Седана, да пробију француску одбрану, избију на канал Ламанш, прибију главнину савезничких трупа уз обалу и униште је у садејству са снагама Групе армија „Б“. Одлучујућу улогу у читавој операцији требало је да одигра тенковска група генерала Паула Клајста, са 1.250 тенкова, и тенковски корпус генерала Хермана Хота, са 542 тенка. Из ваздуха је Групу армија „А“ подржавала Трећа ваздушна флота.
Групом армија Б командовао је генерал-пуковник Федор фон Бок. Она је у свом саставу имала 29 дивизија, укључујући и три тенковске и две моторизоване дивизије. Пре почетка борби била је развијена од обале Северног мора до Ахена. Циљ јој је био да заузме Холандију, спречи њене снаге да се споје са савезничким, да веже за себе англо-француске трупе у Белгији и потискује према Антверпену и Намиру. Предвиђено је да фон Бокове јединице често користе десанте из ваздуха за заузимање мостова, саобраћајних чворова, аеродрома и других противничких виталних тачака као и да дезорганизују савезничку одбрану читавим системом вешто изведених диверзија. Групу армија „Б“ подржала је из ваздуха Друга ваздушна флота.
Група армија „Ц“ се састојала од 19 дивизија. Била је развијена на француско-немачкој граници и налазила се под командом генерал-пуковника Вилхелма фон Леба. Њена линија фронта протезала се у дужини од 350 километара, од француско-луксембуршке границе до Базела. Циљ јој је био да на Мажино линији прикује што веће француске снаге.
Резерве Вермахта на Западу су износиле 42 дивизије. Немци су се озбиљно спремили и наоружали за напад на Француску и земље Бенелукса.
Оклопно оружје је, за разлику од Првог светског рата, имало врло значајну улогу у Другом светском рату. Немци су 1940. године располагали врло јаким оклопно-моторизованим наоружањем и захваљујући томе успели су да постигну значајне војне успехе. Савезничке моторизоване јединице биле су слабије од немачких, а највећи недостатак био је тај што су наступале деконцентрисано.

## Савезничке снаге пред инвазију на Француску

### Лажни рат
Октобра 1939. француски писац Ролан Доржеле посетио је француски фронт у својству ратног репортера и написао је чланак о истуреним положајима на Лорени под насловом Лажни рат. Овај термин ће се касније употребљавати да означи недостатак борби на Западном фронту. Французи нису са одушевљењем ишли у овај рат.

### Распоред француских снага
Пошто су Француска и Енглеска 3. септембра 1939. Немачкој објавиле рат дуж француско-немачке границе дошло је до стања познатог под називом Лажни рат у којем обе стране месецима нису учиниле ниједан значајан потез. Белгија и Холандија још су биле неутралне. После победоносног похода на Пољску, Немачка је сав свој војни потенцијал могла да усмери ка западу. У Француску су стигле и Британске експедиционе снаге (БЕФ). Сама Француска мобилисала је све борбене снаге, али су им недостајале све врсте борбених средстава. Едуард Даладје, премијер Француске од априла 1938. до марта 1940, и генерал Морис Гамлен, врховни заповедник француских снага били су одговорни за вођење рата. После марта 1940. премијер је постао Пол Рејно. Једино је Мажино линија била готово спремна. Њена посада састојала се од великог броја елитних трупа. Она се простирала од швајцарске границе до Ардена а састојала се од низа утврђења. Француска је на њену изградњу утрошила око 100 милијарди франака, огромна средства која нису могла бити употребљена за производњу модерних борбених средстава. Предлагана је да се Мажино линија продужи дуж француско-белгијске границе, али је тај предлог одбио Анри Петен. По њему продужетак линије ка Белгији значио би предати Белгију Немачкој. Петен и његови следбеници сматрали су да у Белгији треба водити активан рат. Арденски фронт сматрао је потпуно безопасним, што ће се испоставити као велика грешка, јер су се баш ту Немци пробили маја 1940. године. Предео западно од Монмедија, око Седана до Оазе намерно је остављен незаштићен. Тамо су се 1940. налазили генерали Енсиже (2. француска армија) и Корап (9. француска армија).
Француско војно руководство равномерно је распоредило своје снаге дуж тешко утврђене Мажино линије и рањивих, отворених граница на северу и истоку. Од обале Ламанша до швајцарске границе биле су распоређене 103 дивизије, укључујући 10 британских дивизија генерала Горта, команданта БЕФ. Од тога 62 дивизије биле су осуђене на неактивност дуж Мажино линије док је на слабо заштићеним северним подручјима решавана судбина Француске. Од 31 активне дивизије десет их је служило под командом генерала Бијота, команданта групе армија између мора и Монмедија; 9 их је било под командом генерала Претала на Мажино линији, а 12 их је било у резервној армији. Укупно су Французи имали 32 резервне дивизије али оне су биле тако распоређене да се нису могле брзо супротставити продору непријатељских снага. Само 8 од ових дивизија било је спремно да се укључи на североисточни фронт.
За време Лажног рата белгијску и луксембуршку границу је од запада ка истоку, штитило 5 армија које су образовале групу армија. Командант свих ових снага био је генерал Бијот. Прва група армија запосела је положаје од Денкерка до Монмедија, где су сасвим на истоку распоређене трупе генерала Енсижеа у позадини Мажино линије. Седма армија генерала Жироа, на крајњем западу, била је довољно јака за извршење својих задатака и састојала се претежно од моторизованих јединица. Британски експедициони корпус је био лоше опремљен за рат какав је Немачка водила. Оклопне снаге састојале су се само од од 7 коњичких пукова ојачаних лаким тенковима, једног пука оклопних возила и два батаљона пешадијских тенкова. Најјача француска снага била је група армија под командом генерала Бланшара. Она је између осталог обухватала две трећине француских лаких механизованих снага. Најслабија је била 9. армија генерала Корапа која се највећим делом састојала од резервних снага и располагала је само једном моторизованом дивизијом. Такође и Енсижеова 2. армија се састојала углавном од резервних јединица. Посада Мажино линије састојала се углавном од специјално обучених посадних јединица, а делимично и од многих активних дивизија и других елитних снага. То су биле 2. група армија (3, 4 и 5. армија под командом генерала Кондеа, Рекена и Буреа, укупно 32 дивизије) под командом генерала Претла и 6. група армија (8. армија и резервна 6. армија, укупно 36 дивизија) под командом генерала Бесона.

### Западни бедем
Кад је сломљена Пољска, немачко војно руководство имало је одрешене руке да готово све расположиве снага ангажује на западу. Током месеци који су следили након Пољског пораза у немачком Генералштабу копнене војске радило се свим снагама на усавршавању план напада. Осим тога радило се и на довршавању Западног бедема. Немци су уложили велики напор да оформе овај систем утврђења али и поред свега тога ова линија била је много слабија него што су савезници мислили. Његове недостатке успешно је надокнађивала немачка пропаганда.
Немци су могли да рачунају на око 2,700 тенкова и самоходног артиљеријског оруђа, а Французи на 3500. Док су немачки тенкови наступали концентрично у маси, Француска није формирала веће тенковске јединице.
Главнина савезничких снага била је развијена почетком маја 1940. године на источним границама Француске, од Швајцарске до Денкерка, сврстане у три групе армија и уједињена у Североисточни фронт под командом француског генерала Жозефа Жоржа. Британским експедиционим корпусом је командовао маршал Џон Горт. На челу прве групе армија састављене од 32 француске дивизије и 9 британских дивизија налазио се француски генерал Бијот. Бијотове снаге држале су фронт од Лонгвија на крају Мажино линије до Живе на реци Мези и биле су спремне да остваре маневар према Белгији ако Немци нападну. Другом групом армија састављене од 39 француских дивизија командовао је генерал Претел. Она је бранила Мажино линију у дужини од 300 километара, од Лонгвија до Селестија. Генерал Бесон је командовао трећом групом армија састављеној од 11 дивизија, развијених од Селесте до швајцарске границе на горњој Рајни. Резерва Североисточног фронта састојала се од 17 дивизија, а генерал Морис Гамлен је као командант копнених снага Француске, имао на располагању 6 дивизија. После мобилизације, Белгија је повећала своје трупе на 23, а Холандија на 10 дивизија, тако да је прва имала 600 а друга 350 хиљада војника. Енглеска и Француска су на Северозападном фронту концентрисале 108 дивизија. Заједно са белгијским и холандским снагама су на овом сектору располагали са 147 дивизија од тога 23 тенковске, механизоване и моторизоване, са 3.785.000 војника, 3790 борбених авиона, 3099 тенкова и са 14.544 артиљеријска оруђа калибра 75  и више милиметара. Француском авијацијом командовао је генерал Вијмен. Она је поседовала 1648 борбених авиона. Енглези су у Француску послали две ваздухопловне јединице са задатком да из ваздуха пружају подршку трупама генерала Горта, и да бомбардују противничку војску у позадини.
Немачка офанзива која је почела у рано јутро 10. маја 1940. године јаким ваздушним нападима, пала је у веома погодан тренутак за Немце. Немачка војска је успела да попуни празнине у обученим трупама, као и да повећа бројност тенкова и теретних возила. Осим тога, Немци су толико напредовали у теорији вођења савременог рата, да је предстојећа офанзива обећавала велики успех иако су Савезници имали више дивизија, тенкова, војника и артиљеријских оруђа, али како је напад отпочео Немци су своје снаге довели до изражаја и бројности у нападима.

## План Гелб
После рата са Пољском Немачка је свој поглед усмерила ка Западу. Немачки први план је предвиђао пробој кроз Белгију и делимично кроз јужну Холандију у месецу октобру. План је добио назив "Гелб“. Полазило се од тога да ће тежиште бити на белгијској територији. Немци су очекивали да ће француске и британске дивизије ући у Белгију са југа чим немачке трупе пређу границу. Штабови још нису разрадили ову наредбу када је 29. октобра дошла промена заповести за извршења плана "Гелб", у којој је северна Француска узета у разматрање као потенцијално бојиште и главна мета немачке копнене инвазије. Циљ је био да се укључи што више савезничких снага северно од реке Соме. Хитлер је затим за дан кад ће почети офанзива на Западу одредио 12. новембар, уколико то време дозволи, јер је авијацији било неопходно ведро небо а тенковима сува земља. У ноћи између 5. и 6. новембра 1940. године немачке дивизије су кренуле дуж холандске и белгијске границе да заузму своје положаје.

## Немачки напад на Белгију и Холандију
Напад на Белгију и Холандију био је део напада на Француску. Ове земље напала је Група армија Б. То је био план немачких снага да увуку што веће снаге Савезника док снажнији напад изврше на неком другом месту и са што јачим снагама, нарочито оклопним.
Немачка инвазија Холандије трајала је од 10. маја 1940. године до 14. маја 1940. године када су се главне холандске снаге предале немачким јединицама. Међутим холандски војници у покрајини Зеланд наставили су да се одупиру немачким снагама све до 17. маја када је окупирана цела земља. Британија и Француска објавиле су рат Немачкој након напада на Пољску 1939. године, али до велике копнене операције у Европи није дошло. Током овог рата Британци и Французи изградили су своје снаге у очекивању дугог рата док су Немци довршили освајање Пољске. Хитлер је 9. октобра наредио да се изради план напада на Холандију, како би се она могла користити као база за ваздухопловне снаге у инвазији на Велику Британију. Холанђани су били слабо припремљени и организовани и нису могли да се одупру надмоћној немачкој војној сили. Стратешки положај Холандије која се налази између Немачке и Француске открила је крила својих утврђених линија, постала је логичан пут ка офанзиви за обе стране. Холандија је након Немачког напада на Пољску желела да остане неутрална као и за време Првог светског рата. У радио говору 20. јануара британски премијер Винстон Черчил је покушао да их убеди да не чекају на неизбежан немачки напад, него да се придруже Савезницима. Холандија и Белгија су одбиле да се прикључе Савезницима и по сваку цену су желели да остану неутралне и по страни. Француска сматра кршење неутралности у Холандији, иако се они нису придружили Савезницима пре планиране велике савезничке офанзиве у лето 1941. године. Холандска влада никада није званично формулисала правила шта да се ради ако дође до непредвиђених ситуација. Већина министара су били за то да се одупре немачком нападу а мањина и краљица Вилхелмина су одбили да постану немачки савезници без обзира на околности. Краљица је као посредник била за постизање споразумног решења између Савезника и Немачке. Након Немачке инвазије Норвешке и Данске без објаве рата, било је сигурно да ће и напад на Холандију бити неизбежан. Почеле су припреме за рат. Холандске трупе стављене су у приправност. Ванредно стање је проглашено 19. априла. Међутим већина цивила је гајила илузију да ће њихова земља бити поштеђена и да ће све бити као и за време Првог светског рата.
Као што су напали Холандију тако су Немци извршили инвазију на Белгију. Инвазија Белгије трајала је 18 дана у мају 1940. године, а завршила се окупацијом Белгије након предаје белгијске војске. 10. маја 1940. године Вермахт је напао Холандију, Белгију и Луксембург под оперативним планом „Гелб“. Савезничке армије су покушале да зауставе немачке снаге у Белгији јер су веровале да ту иде главни немачки напад и да се све одвија по плану из Првог светског рата. Ту су савезничке снаге начиниле велику грешку.
Пре почетка операција на Западном фронту Хитлер је немачким трупама издао заповест у којој је, поред осталог рекао: „Битка која данас почиње одлучиће судбину немачке нације за следећих 1 000 година.“ А немачки министар иностраних послова Рибентроп изјавио је да Немачка располаже „непобитним доказима“ да западни савезници спремају велики напад преко Белгије и Холандије према Рурској Области, те ће немачке трупе извршити напад на Белгију, Холандију и Луксембург „да би заштитиле њихову неутралност.“ Холандска и белгијска влада демантовале су ова лажна тврђења министра Рибентропа и одбиле немачке захтеве да без отпора дозволе пролазак немачких трупа кроз своје земље. Обе владе су затражиле помоћ од француске и британске владе и позвале њихове армије да уђу у Белгију и Холандију.
У прво праскозорје (3,40 ч.) 10. маја 1940. године, без објаве рата, немачка авијација је напала аеродроме, железничке станице и чворове комуникација у Белгији и Холандији. Благодарећи изненађењу, Немци су у току овога дана напали 72 аеродрома, на којима су постигли значајне успехе (уништили су на земљи 300 - 400 авиона и тешко су оштетили неке француске и 1 британски аеродром). Немачка авијација је и следећих дана са несмањеном жестином нападала на ове објекте у дубини од 200 - 300 км. Према немачким непровереним подацима, за првих неколико дана немачка авијација је, нападом на аеродроме и у ваздушним борбама, уништила или оштетила око 1000 савезничких авиона. Тек после тога Немци су највећи део авијације употребили за подршку напада копнених, а првенствено мотомеханизованих снага. Нарочито су „Штуке“ и лаки бомбардери добро и успешно сарађивали са оклопним дивизијама. Оваквом употребом авијације Немци су обезбедили ваздушну превласт, а затим су целисходном и брзом интервенцијом указали врло ефикасну помоћ копненим снагама на главним правцима удара.
Немци су 10. маја 1940. године први пут употребили ваздушнодесантне јединице за извршење оперативних задатака у дубокој противничкој позадини. Искористивши податке обавештајне службе о распореду холандских снага, они су дошли до закључка да се у Холандији, земљи многобројних река и канала, могу постићи брзи успеси само ако се раније заузму мостови на овим рекама и тиме створе услови за неометано напредовање оклопних снага. Пошто су се мостови на Мези и Рајни код Мордијка (Moerdijk), Дордрехта (Dordrecht) и Ротердама налазили око 100 км у холандској позадини, немачка Врховна команда је одлучила да их заузме „вертикалним маневром“ (спуштањем ваздушно десантних јединица: 7. ваздушнодесантне и 22. пешадијске дивизије) уз снажну подршку авијације. И заиста, у 4,15 часова, после јаког бомбардовања из ваздуха, Немци су спустили прве таласе 7. ваздушнодесантне дивизије, који су убрзо после тога заузели аеродром код Ротердама и мостове на Мези и Рајни код Мордијка, Дордрехта и Ротердама. Прва 3 таласа ојачане 22. пешадијске дивизије успела су да заузму нека места близу Хага, али су том приликом претрпели велике губитке. Због тога, а и услед противнапада 1. холандског корпуса, Немци нису могли да спусте и остале ешелоне 22. пешадијске дивизије, те је командант дивизије наредио да се преживели остаци повуку ка Ротердаму, где су појачали 7. ваздушнодесантну дивизију. Тамо су касније спуштени и остали таласи 22. дивизије. Обе дивизије, потпомогнуте авијацијом, одбиле су нове противнападе холандских снага и задржале мостове код Мордијака, Дордрехта и Ротердама до доласка 9. оклопне дивизије.
Први и једини пут у току Другог светског рата, Немци су 10. маја применили потпуно нову тактику да би заузели најјаче објекте сталне фортификације и мостове на Албертовом Каналу. Обавештајна служба им је прибавила планове утврђења Ебен Емаел са потребним техничким и тактичким подацима, тако да су у својој земљи израдили копију овога утврђења и открили његове недостатке: слабу одбрану, велику растуреност објеката и небрањене мртве углове. Због тога су донели смелу одлуку да утврђење заузму изненадним нападом из ваздуха. У току ноћи 10. маја, 56 немачких транспортних авиона кренуло је са аеродрома у Немачкој и над немачком територијом, на висини од 2500 метара, откачило једрилице које су се затим нечујно упутиле према утврђењу Ебен Емаел, касарни Ланекен и мостовима код Вренховена, Ветвезелта и Кана. Пре свитања, 10 једрилица, са 200 инжињераца, 6 лаких митраљеза и 2,5 тоне експлозива, успешно се спустило на кровове утврђења Ебен Емаел, на коме није било противдесантних препрека. После искрцавања, инжињерци су јаким експлозивом и пламенобацачима онеспособили осматрачнице, митраљеска гнезда и оклопне куполе, из којих је артиљерија даљном ватром бранила прелазе на Мези и Албертовом Каналу.
Немци су скоро у исто време спустили 31 једрилицу и у позадини касарне Ланекен и код казамата у којима су се налазили пиротехнички уређаји за паљење експлозива и одакле су Белгијанци блиском ватром бранили мостове код Вренховена, Велтвезелта и Кана на Албертовом Каналу. Искрцани немачки пешаци и инжињерци напали су из позадине касарну, каземате и отпорне тачке. Они су јаким експлозивом изненада порушили челична врата казамата, побили посаду и онемогућили паљење експлозива на мостовима. На овај начин Немци су заузели неоштећене мостове код Вренховена и Велтвезелта, али нису успели да заузму мост код Кана.
Октобра 1939. године је завршено пребацивање главнине немачких снага из Пољске на Западни фронт. Пошто нису израђени планови операције, у немачкој врховној команди су одржане бројне конференције на којима се расправљало о најбољем начину извршења операција на западу Европе. На конференцијама се није могла постићи сагласност око основних питања вођења рата на Западу: када предузети офанзиву, којим правцем и са каквим груписањем снага. Неки немачки генерали су се залагали да се пре почетка напада проуче борбена искуства из Пољске, реорганизују мотомеханизоване снаге тако што би се лаке дивизије претвориле у оклопне, формирају нове пешадијске дивизије и да се сачека повољније време за дејство авијације. Међутим, Хитлеру се журило тако да је наредио да напад почне одмах. Плашио се да ће француске снаге током зиме 1939/40. ојачати. Француска и Велика Британија су 6. октобра одбиле Хитлерову понуду за мир, тако да је он три дана касније потписао Директиву бр. 6 у којој је, поред осталог, наредио: „Извршити припреме за офанзиву северним крилом Западног фронта, преко територије Луксембурга, Белгије и Холандије. Ову офанзиву извршити што је могуће пре и што већим снагама. Циљ је ове офанзиве да се туче главнина француских и савезничких снага, да се у северној Француској, Белгији и Холандији заузме што више земљишта да би се створила повољна база у циљу настављања ваздухопловно-поморских операција против Енглеске и да се што боље обезбеди важна Рурска област.“ На основу овог наређења, немачка врховна команда је 19. октобра израдила план „Gelb“ („Жути“) у коме је описано груписање снага и идеја маневра. Према том плану, Група армија „Б“ (37 дивизија, од којих 8 оклопних и 2 моторизоване) је добила задатак да пробије граничне белгијске положаје северно и јужно од Лијежа. После форсирања Мезе, између Лијежа и Намира, и Албертовог канала да прикупи снаге северно и јужно од Брисела, да би се одатле, без губитка времена, могле упутити на запад – ка Анверсу и ка области Ган – Бриж; Група армија „А“ (27 дивизија, од којих 1 оклопна и 1 моторизована) имала је задатак да обезбеди напад Групе армија „Б“ од непријатељског напада са југа и југозапада и да што пре упути своје десно крило преко Мезе, код Динана, да би јужно од Самбре заштитило или потпомогло каснији напад Групе армија „Б“ према западу; Група армија „Ц“ (25 дивизија) добила је задатак да се држи у дефанзиви на Зигфридовој линији; за стратешку резерву било је предвиђено свега 9 дивизија.
Нешто касније, 29. октобра, усвојена је нова варијанта плана, којом је измењена ранија идеја маневра и предвиђено појачање Групе армија „Б“ (од 37 на 43 дивизије) и спуштање две ваздушно десантне дивизије југоисточно од Гана.
У току зиме 1939/40, Хитлер је неколико пута мењао или допуњавао планове и одређивао дан и час почетка офанзиве, али је услед неповољног времена, био приморан да одлаже почетак операције.
По својој основној замисли, ови планови су донекле подсећали на Шлифенов план из 1905. Међутим, генерал Рундштет, командант Групе армија „А“, а нарочито његов начелник штаба, генерал Манштајн, нису се сложили са оваквим плановима, јер су веровали да су Французи и Британци сконцентрисали најјаче и најбоље снаге према белгијској граници с циљем да одбраном на раније утврђеним граничним положајима или упадом у Белгију покушају паралисати дејство јаког немачког десног маневарског крила, што би могло довести до изнуривања и фронталног потискивања француско-британских снага и до стабилизације фронта на р. Соми. У меморандумима од 31. октобра и 4. децембра 1939, Манштајн је предложио да се усвоји нови стратегијски план који ће омогућити уништење противничких главних снага. Ради тога, он је упорно захтевао да ојачана Група армија „А“ предузме главни напад на најтежем – централном арденском правцу, с циљем да на реци Мези пробије слабе француске и белгијске положаје, а потом да упути оклопне и моторизоване дивизије на доњи ток р. Соме у циљу одсецања главнине француских, британских и белгијских снага у северној Француској и југозападној Белгији. После тога би Групе армија „Б“ и „А“ извршиле концентричне ударе са свих страна ради уништења одсечених непријатељских снага, док би једна немачка армија предузела офанзиву према центру Француске да би онемогућила противударе француских снага из резерве према Бриселу и Бону.
Генерали Браухич и Халдер су се противили оваквом плану, сматрајући да је планинско, јако пошумљено, дубоким речним долинама испресецано и ван комуникација тешко проходно земљиште Ардена непогодно за употребу мотомеханизованих јединица. Међутим, Хитлер 17, фебруара, након разговора са Манштајном, уочава оригиналност, смелост и значај овог плана, који је омогућавао да се најпре и најуспешније постигну стратегијски циљеви – уништење главних непријатељских снага. Пошто је проучавањем обавештајних података о јачини непријатељских снага, стању комуникација и фортификацијском уређењу земљишта у Арденима дошао до закључка да је план могуће реализовати, наредио је да се приступи припремама и прегруписавању снага за његово извршење.
После ратних игара, одиграних 7. и 14. фебруара, Хитлер 22. фебруара 1940. држи конференцију на којој је одобрио пету, последњу варијанту плана „Gelb“. Два дана касније, јединицама је послата директива пов. бр. 130 од 24. фебруара 1940. којом су били прецизирани задаци и јачине појединих група армија и посебно сваке њихове саставне армије. Према овој директиви, која се нешто мало разликовала од Манштајновог предлога, предвиђено је: да се изврши брза окупација Холандије, да се офанзивом кроз Белгију и Луксембург туку што јаче француско-белгијске јединице и да се тако припреми уништење свих снага непријатеља; да тежиште офанзиве буде јужно од линије Лијеж – Шарлроа; да снаге северно од ове линије пробију белгијска утврђења и наставе офанзиву ка западу да би отклониле опасност од Рурске Области и везале што јаче француско-британске снаге; да јединице које дејствују јужно од линије Лијеж – Шарлроа форсирају Мезу између Динана и Седана (оба места закључно) и да отворе пут кроз утврђења на северној француској граници у циљу дејства према доњој Соми. Одмах после пријема ове директиве, немачке армије су од 24. фебруара до 10. маја извршиле обимне припреме и вежбе за предстојећу офанзиву.
Немачка Врховна команда је искористила ове застоје у операцијама да би реорганизовала, појачала и обучила своје оружане снаге. Она је, поред осталог, формирала нове оклопне уместо расформираних лаких дивизија, као и 30-40 нових пешадијских дивизија, смањила број пешадијских пукова у моторизованим дивизијама, итд.
Немци су 10. маја 1940. за операције на Западном фронту имали око 136 дивизија (10 оклопних, 4 1/3 моторизоване, 2 1/3 СС, 1 коњичку, 1 брдску и око 117 пешадијских, са око 3 000 000 војника, 2 683 тенкова, 728 оклопних аутомобила и око 4 450 авиона. Сем тога, они су у Норвешкој имали 7, у Данској 1, а у Источној Европи 13 дивизија.
После великих губитака на Атлантику и у Норвешкој, немачка морнарица је 10. маја 1940. имала за операције способне: 2 крстарице, 10 разарача, 40 - 50 подморница, 16 торпиљарки, 40 - 50 торпедних чамаца, 8 ескортних бродова. Сем тога Немци су имали 2 стара бојна брода за одбрану својих обала.
На основу директиве пов. бр. 130 од 24. фебруара 1940, Немци су почели да врше прегруписавање снага, тако да су за офанзиву, која је почела 10. маја, имали овакав стратегијски развој:
```
   Група армија »Б« (генерал Бок), јачине 29 дивизија, добила је задатак: да брзим снагама заузме што пре Холандију и тако онемогући спајање холандских и англо-белгијских снага; да снажним брзим нападом сломи одбрану на белгијској граници и да непријатељске снаге одбаци западно од линије Анверс - Намир; да опколи тврђаву Анверс са севера и истока, а тврђаву Лијеж са североистока и севера. Састав Групе армија:
   18. армија (генерал Кихлер), јачине: 7 пешадијских, 1 оклопна, 1 моторизована и 1 коњичка дивизија, добила је задатак: да брзо заузме Холандију и да онемогући непријатељу да се искрца на холандској обали. У циљу извршења ових задатака, снаге северно од р. Вала (Waal) напредоваће према источном фронту Холандске тврђаве, а брзе јединице напредоваће јужно од р. Вала, с тим да стигну до обале између ушћа Мезе и Ескоа (Selde) и онемогуће спајање англо-белгијских и холандских снага, док ће слабе снаге, уз помоћ оклопних возила, заузети провинцију Хронинген. Армија ће припремити услове да уз помоћ ваздушнодесантних јединица, брзо пробије јужни фронт Холандске тврђаве. Она ће затворити ушће Ескоа, осигуравајући се према Анверсу.
   6. армија (генерал Рајхенау), јачине: 14 пешадијских, 2 оклопне и 1 моторизована дивизија (3. и 4. оклопна и 20. моторизована дивизија образовале су 16. корпус), полазећи са линије Венло - Ахен, брзо ће прећи Мезу и у најкраћем року пробити белгијске граничне положаје, а затим наставити покрет према западу.
   Резерва Групе армија »Б«: око 2 пешадијске дивизије.
```

```
   Група армија »А« (генерал Рундштет), јачине 45 дивизија, добила је задатак да што пре форсира р. Мезу између Динана и Седана, с тим да заштити леви бок од евентуалних непријатељских противнапада са линије Мец - Верден. После тога она би најбрже и са максимумом снага наставила операције према ушћу Соме, обухватајући француска утврђења у северној Француској. Њој ће се накнадно доделити 2. армија из стратегијске резерве ради заштите левог бока. Брзе оклопне снаге треба да буду ешелониране по дубини испред фронта Групе армија. Њихов је задатак да разбију непријатеља који би ушао у јужну Белгију и Луксембург и да снажним нападом заузму западну обалу Мезе, стварајући на тај начин повољне услове за продужење офанзиве ка западу. Састав Групе армија:
   4. армија (генерал Клуге), јачине: 9 пешадијских и 2 оклопне дивизије (5. и 7. оклопна дивизија су биле у саставу 15. корпуса), добила је задатак: да пробије утврђену зону између Лијежа и Уфализа (Houffalize); да опколи Лијеж са југоистока и истока; да упути оклопне јединице према Динану и Зивеу (Givet) ради форсирања Мезе између Ивоа (Yvoir) и Фимеја (Fumay), с тим да се заштити према Намиру; да затим напредује преко Бомона (Beaumont) и Симеја (Chimay) према западу.
   12. армија (генерал Лист), јачине: 11 пешадијских, 5 оклопних и 3 моторизоване дивизије (све оклопне и моторизоване дивизије формирале су Оклопну групу Клајст која је имала: 41. корпус – 6. и 8. оклопна дивизија; 19. корпус генерала Гудеријана – 2. и 10. оклопна дивизија; и 14. корпус - 2, 13. и 29. моторизована дивизија), добила је задатак: да пробије белгијске граничне положаје са обе стране Бастоња; и да оклопним снагама у првом ешелону форсира Мезу између Фимеја и Седана тако да у вези са 4. армијом омогући јачим снагама продужење покрета ка западу.
   16. армија (генерал Буш), јачине 12 дивизија, добила је задатак: полазећи са линије Валендорф (Wallendorf) — Метлах (Metlach) упутиће унапред своје десно крило, с тим да најпре изађе на линију Музон - Лонгви - Сирк, где ће заштитити јужни бок главних снага и држати везу са немачким утврђењима јужно од Метлаха, а затим када се буде учврстила на горњој линији, прећи ће у састав Групе армија »Ц«.
```

Резерва Групе армија »А«: око 3 пешадијске дивизије,
```
   Група армија »Ц« (генерал Леб), јачине око 19 дивизија, добила је задатак: да веже према себи противничке снаге и да буде спремна да укаже помоћ осталим снагама држећи чврсто фронт у зони 16. армије. Састав Групе армија:
   1. армија (генерал Вицлебен), јачине 15 пешадијских дивизија, добила је задатак: да активном одбраном веже према себи француске снаге на Мажиновљевој линији и да не дозволи њихово упућивање према осталим деловима фронта.
   7. армија (генерал Долман), јачине 4 пешадијске дивизије, добила је задатак: да брани десну обалу Рајне од Карлсруеа до швајцарске границе.
   Стратегијска резерва имала је око 42 дивизије (од којих 1 моторизована), које су биле предвиђене да првенствено појачају Групу армија »А«.
```

Као што се види, Немци су на арденском правцу концентрисали 45 дивизија (од којих 7 оклопних и 3 моторизоване), које су имале повољне изгледе за брзи успех, јер су се према њима налазиле најслабије француско-белгијске снаге. Да би обезбедили своје бокове, који су били изложени на великој дужини, Немци су предвидели да на арденском правцу касније употребе 2. армију, а затим и 9. армију (укупно око 24 дивизија). То значи да је на овом правцу било предвиђено близу 70 дивизија, тј. више од половине укупних снага на фронту од око 100 км, а мање од половине на осталом фронту од око 400 км. Тежећи да постигну што потпунију економију снага, Немци су према Мажиновљевој линији предвидели за одбрану само 19 дивизија, тако да су им остале јаке снаге за стратегијску резерву (око 42 дивизије).
Две ваздухопловне флоте (2. под командом генерала Кеселринга и 3. под командом Шперлеа) имале су задатак да најпре изненадно нападну и на аеродромима униште противничку авијацију, а затим да потпомажу нападе на главним правцима удара, да бомбардују саобраћајне центре и да онемогуће противнику извршење превожења и оперативних маневара.
Немачка ратна флота, због велике надмоћности противника на мору, није могла да укаже помоћ копненим снагама приликом ових операција на Западном фронту, те је и у овом периоду добила задатак да дејствује на британски поморски саобраћај и да офанзивним акцијама онемогући економску блокаду Немачке.
Савезничке припреме, планови и снаге
У току зиме 1939/40. Французи су наставили организацију и обуку својих дивизија. Користећи се искуствима из рата у Пољској, они су формирали 3 оклопне дивизије, док су 4. оклопна и 4. лака механизована дивизија биле у фази формирања. По завршеној реорганизацији, Французи су почетком маја на свим фронтовима имали: 92 пешадијске, 3 лаке механизоване, 3 оклопне, 6 лаких коњичких и 6 тврђавских дивизија, 17 самосталних тврђавских одсека (чија је борбена вредност износила 5 - 7 дивизија), 7 коњичких бригада, итд., тј. укупно око 115 дивизија или 2 680 000 људи. За операције на Североисточном фронту генерал Гамлен је одредио: 29 корпуса са 70 пешадијских (од којих 27 активних, 7 моторизованих, 20 резервних серије „А“ и 16 резервних серије „Б“), 3 оклопне, 3 лаке механизоване, 5 лаких коњичких и 6 тврђавских дивизија, 15 самосталних тврђавских одсека, 4 коњичке бригаде, 27 самосталних тенковских батаљона и 14 самосталних артиљеријских пукова, тј. укупно (не рачунајући територијалне јединице) око 94 дивизије, 3 063 тенкова, 743 оклопних аутомобила и 2 240 000 војника.
На Југоисточном фронту налазила се Алпска армија под командом генерала Олрија (око 6 - 7 дивизија), у Северној Африци (генерал Ноге) 8 - 10 дивизија, на Блиском истоку (генерал Веган) 3 дивизије, у Норвешкој (генерал Оде) 3 дивизије.
Према непровереним подацима, Французи су 10. маја укупно имали око 2 500 авиона (1 900 ловаца, 200 бомбардера и 400 извиђача), од којих су у Француској имали око 1 500 авиона, с тим да су за операције на Североисточном фронту могли употребити само око 1 000 модерних авиона (800 у саставу 1. ваздухопловне армије и 200 у саставу територијалне одбране, пошто су многи авиони били на оправци и преоружању или су били застарели). Француска армија није имала довољан број пт и пав топова, а неке дивизије, нарочито резервне типа „Б“ нису имале све формацијске пт топове, док се највећи недостатак осећао у пт минама. Француска артиљерија имала је топове старог модела (75 мм М.97, 155 мм М.17). Најмодернији тенкови (H.35 и Somua) били су у саставу лаких механизованих и оклопних дивизија, док су остали били старијих типова.
Пољаци су такође формирали дивизије ради настављања борбе и на Западном фронту. Они су планирали да организују три дивизије, од којих се у мају 1940. могла употребити само 1 непотпуна дивизија. Организација француског врховног командовања није била целисходна. Генерал Гамлен је био једновремено командант француских копнених снага на свим фронтовима и начелник штаба народне одбране. Међутим, он није био командант авијације и ратне флоте, већ је могао само да координира њихов рад. Ове грешке у реорганизацији командовања морале су имати знатног утицаја на ток операција.
У току зиме 1939/1940. Британци су знатно појачали своје експедиционе снаге (BES) у Француској (крајем 1939. стигла је 5. дивизија оперативне војске, а од јануара до априла 1940. стигло је пет територијалних дивизија: 48, 50, 51, 42. и 44), тако да су почетком маја имали 3 армијска корпуса, 10 пешадијских дивизија, 2 батаљона тенкова, 1 бригаду и 1 пук за извиђање, 21 артиљеријски пук, 13 пав пукова и 7 митраљеских батаљона. Сем тога у Француску су послате и три непотпуне територијалне дивизије (12, 23. и 46) које су обављале разне радове и довршавале своју обуку. Британске експедиционе снаге биле су врло добро опремљене и наоружане најмодернијим материјалом. Рачуна се да су ове снаге почетком маја бројиле преко 450 000 људи (од којих око 240 000 у борбеним јединицама), 200 тенкова, 400 оклопних аутомобила и 416 авиона, док се на британским острвима налазило још око 850 авиона, који би могли учествовати у операцијама у западној Европи.
Белгија је пре почетка рата имала 8 386 000 становника. Војна обавеза трајала је 25 година, а служба у сталном кадру 1 годину, тако да је маја 1940. имала довољно обвезника за формирање знатног броја јединица оперативне војске: 7 штабова корпуса са корпусним јединицама, 1 штаб коњичког корпуса са корпусним јединицама, 18 пешадијских дивизија (од којих 6 активних, 6 прве и 6 друге резерве), 2 дивизије арденских ловаца, 2 коњичке дивизије, једну моторизовану бригаду, 2 лака пука, 9 група бициклиста, 5 пукова армијске артиљерије, 1 пук ловачке и 2 пука извиђачке авијације, тј. око 700 000 људи, 250 авиона и само 8 тенкова. Белгијске гломазне дивизије биле су наоружане застарелим оружјем (нарочито митраљези »Максим« и минобацачи 76 мм), изузев пт топова 47 мм који су били врло добри.
Иако велика колонијална сила, Холандија је имала, с обзиром на бројно стање становништва (8 727 000) и на потребу одбране метрополе и колонија, врло малу армију. До почетка рата она је у метрополи формирала: 4 штаба корпуса са корпусним јединицама, 8 пешадијских дивизија, 1 лаку коњичку дивизију, 4 самосталне пешадијске бригаде, 51 батаљона граничне заштите и 5 артиљеријских пукова. Борбена вредност ових снага износила је око 10 дивизија, са око 400 000 људи, 24 тенкова и 120 авиона. Холандска армија је била слабо наоружана и недовољно обучена (пешадија је у сталном кадру служила само 295 дана), тако да није могла пружити јачи отпор модерно наоружаном противнику.
Луксембург, са 300 000 становника и мирнодопском војном снагом од 176 добровољаца и 229 жандарма, није могао да пружи никакав озбиљнији отпор евентуалном агресору, тим пре што није имао сталну војну обавезу.
Према томе, укупне снаге савезника (Француза, Британаца, Белгијанаца и Холанђана) на Западном фронту износиле су око 137 дивизија, 3 790 000 људи, 3 270 тенкова, 1 140 оклопних аутомобила и 2 470 авиона. У односу на Немце они су имали малу бројну надмоћност у војницима (3 790 000 : 3 000 000 или 1,2 : 1), тенковима (3 270 : 2 683 или 1,2 : 1) и оклопним аутомобилима (1 140 : 728 или 1,5 : 1), док је однос у авијацији био 2 : 1 (4 450 : 2 470) у корист Немаца.
Сви подаци обавештајне, нарочито агентурне службе потврђивали су претпоставку француске Врховне команде да ће Немци повредити неутралност Белгије и Холандије и да ће напад главним снагама извршити преко централне Белгије. Ове претпоставке потврђене су и документима пронађеним код једног немачког официра који се 10. јануара 1940. погрешно спустио авионом у Белгију. И поред оваквих јасних доказа о предстојећој повреди белгијске и холандске неутралности, белгијска и холандска влада заносиле су се илузијама да ће своје земље поштедети од страхота рата. Оне су још увек упорно стајале на гледишту да не могу дозволити улазак француских и британских снага у своје земље пре него што би Немци повредили територијални интегритет Белгије и Холандије. Белгијски министар иностраних послова Спак изјавио је да Белгија не може погазити дату изјаву о неутралности, јер би изгубила углед лојалне нације. Сем тога Белгијанци су страховали да би немачка пропаганда могла искористити евентуални ранији улазак француско-британских трупа да сломи национално јединство белгијских народа и да смањи отпорну снагу белгијске армије. Владе и генералштабови Белгије и Холандије нису хтели да закључе војне савезе, нити да изврше припреме за координирање ратних планова. Због тога су Белгија и Холандија израђивале своје посебне планове и вршиле припреме с којима нису биле упознате остале савезничке државе, што је имало негативног утицаја на организацију одбране на Западном фронту.
Полазећи од претпоставке да ће Немци извршити главни напад само преко централне Белгије, а евентуално и преко Холандије, генерал Гамлен усвојио је дефанзивни ратни план којим је била предвиђена одбрана на положајима иза граничног фронта. Међутим, у погледу указивања помоћи Белгији и Холандији, генерал Гамлен се колебао између три варијанте дефанзивног плана:
```
   Левим крилом 1. групе армија (7. армија и BES) ући у Белгију и на Ескоу (Selda), код Гана, ухватити везу са белгијском армијом (варијанта „Еско“), а осталим армијама бранити положаје иза француске границе.
   Левим крилом и центром 1. групе армија (7. армија, BES, 1. армија и део 9. армије) извршити већи упад у Белгију и Холандију и на линији Бреда - Анверс - р. Дил - р. Меза, од Намира до Зивеа (варијанте „Бреда“ и „Дил“), прихватити белгијску и холандску армију и најупорнијом одбраном зауставити немачку офанзиву, а осталим француским армијама бранити положаје позади француске границе.
   Извесним снагама изаћи евентуално и на белгијску главну линију р. Меза - Албертов Канал (варијанта Албертов Канал).
```

У вези с овим питањем одржане су многобројне конференције у француско-британском Врховном ратном савету, као и између генерала Гамлена и осталих команданата, али на њима, изгледа, уопште није разматрана могућност немачког напада и на неком другом правцу (преко Ардена, преко Мажиновљеве линије, итд.), те нису ни израђене варијанте планова за ангажовање јачих снага у одбрани арденског правца.
У почетку рата генерал Гамлен је усвојио прву варијанту, јер је веровао да Белгијанци нису у стању да пруже дужи отпор Немцима, а да ће се усвајањем те варијанте избећи свака опасност од сусретних битака са надмоћнијим немачким снагама (савезничке снаге биле су удаљене од ушћа Ескоа око 120, а немачке око 150 км) и да ће се указати помоћ белгијским снагама бар на њиховом националном редуту код Гана.
Међутим, и поред неслагања извесних француских команданата (генерали Жиро, Бланшар, Приу и др.), генерал Гамлен је касније усвојио дефанзивне варијанте „Дил“ и „Бреда“, јер су то захтевали важни политички, економски и војнички разлози. Наиме, после пропасти Аустрије, Чехословачке и Албаније и брзог слома Пољске и Норвешке, многи мали народи Европе изгубили су поверење у моћ француских и британских снага и у колективну безбедност, тако да је упадом ових снага у Белгију и Холандију требало повратити то поверење и убедити мале државе да се више неће поновити судбина Пољске и Норвешке и да ће француске и британске снаге бити у стању да им укажу брзу и ефикасну помоћ. С друге стране, дубљим напредовањем у Белгију и Холандију, француско-британске снаге заштитиле би од непосредног удара најважније индустријске и економске центре северне Француске, као и поморске и ваздухопловне базе у западној Белгији и у Холандији, чијим би заузимањем Немци могли да угрозе британска острва. Поред тога, овим маневром указала би се бржа и ефикаснија помоћ Белгијанцима (22 дивизије) и Холанђанима (10 дивизија), те би се њихове снаге сачувале од почетног уништења. А пошто је положај Бреда - Анверс - Дил - Меза за 80 км краћи од положаја по првој варијанти, савезници би могли да изврше боље груписање својих снага.
Француско-британски Врховни ратни савет 17. новембра 1939. коначно је усвојио предлог генерала Гамлена да се будуће операције изводе према варијантама „Дил“. Крајем новембра генерал Гамлен је почео да разматра могућности указивања помоћи Холанђанима (варијанта „Бреда“). И поред неслагања генерала Жироа, Бијота и Жоржа он је 15. априла усвојио и варијанту „Бреда“, коју је такође одобрио Врховни ратни савет.
Пошто је добио сагласност Врховног ратног савета генерал Гамлен је предузео хитне припреме за реализацију ових планова и 20. марта 1940. издао директиву бр. 9, којом су били прецизирани задаци француских и британских армија. Он је обавестио белгијску и холандску Врховну команду да су савезници спремни да одмах, после позива, крену у Белгију и Холандију ради указивања помоћи њиховим снагама. Том приликом је генерал Гамлен послао неке планове о организацији положаја на Дилу и о пословима које би требало да изврше Белгијанци до доласка савезничких армија. Иако су извршили неке од тих послова, Белгијанци нису дозволили савезничким снагама да врше извиђања, нити су давали детаљне и тачне информације о својим плановима; једино су дозволили да неколико савезничких официра у цивилном оделу обиђу положаје на Дилу.
По извршеном прегруписавању снага на основу директиве бр. 9, стратегијски развој француско-британских снага пре немачког напада био је следећи:
A) Североисточни фронт (генерал Жорж) од планинског прелаза Кол де ла Фосил (северозападно од Женеве) до Канала Ламанша, састава:
```
   3. група армија (генерал Бесон) била је следећег састава:
   45. тврђавски корпус, састава 2 дивизије, од наведеног прелаза до окуке на р. Дуб код Сент Иполита (Saint Hippolyte), имао је задатак да осматра гранични фронт према Швајцарској и да заједно са 6. армијом из стратегијске резерве, укаже помоћ швајцарским снагама ако би Немци извршили напад преко Швајцарске.
   8. армија (генерал Гаршри), састава: 5 дивизија (од којих 2 тврђавске) и 1 самостална коњичка бригада, имала је задатак да брани положаје на западној обали Рајне, од велике северне окуке р. Дуб (Doubs) до града Селеста закључно.
   2 група армија (генерал Претла) имала је задатак да брани Мажиновљеву линију, и то:
   5. армија (генерал Буре), састава 9 дивизија (од којих 1 тврђавска), од града Селеста до Саргемина искључно
   4. армија (генерал Рекен), састава: 5 дивизија, од Саргемина до Сент Аволда закључно; и
   3. армија (генерал Конде), састава: 11 дивизија (од којих 1 лака коњичка и 1 британска пешадијска) и 1 коњичка бригада, од Сент Аволда до Лонгијона закључно, с тим да упути лаку коњичку дивизију у Луксембург ради задржавања и извиђања Немаца.
   Резерва Групе армија: 2 дивизије.
```

Сем наведених дивизија, на фронту 5, 4. и 3. армије налазиле су се посаде Мажиновљеве линије (самостални одсеци) чија је борбена вредност износила 4 - 5 дивизија.
Према томе, борбене снаге 2. групе армија износиле су око 32 дивизије.
```
   1. група армија (генерал Бијот) имала је задатак да својим левим крилом и центром изврши упад у Белгију и Холандију, а да десно крило (2. армија и део 9. армије) образује код Седана и Мезијера стожер око којег ће се извршити обртање маневарске групе. Распоред Групе армија био је:
   2. армија (генерал Енциже), састава: 7 дивизија (од којих 2. и 5. лака коњичка дивизија) и 1 самостална коњичка бригада, са задатком да упути лаке коњичке дивизије у Ардене ради задржавања Немаца, а осталим снагама да брани гранични фронт од Лонгијона до Седана закључно (граница је ишла до р. Бар).
   9. армија (генерал Корап), састава: 9 дивизија (1. и 4. лака коњичка, 5. моторизована, 102. тврђавска, 61, 18, 22, 53. и 4. пешадијска) и 1 самостална коњичка бригада, од Седана искључно до шуме Трелон (код Фурмија) закључно, са задатком да упути коњичке јединице у Ардене ради указивања помоћи Белгијанцима и успоравања немачког напредовања, а главним снагама да поседне леву обалу Мезе, од Седана до Намира (све искључно).
   1. армија (генерал Бланшар), састава: 7 дивизија (од којих 5. и 3. лака механизована дивизија у саставу Коњичког корпуса под командом генерала Приуа), од шуме Трелон до р. Скарпе, са задатком да упути Коњички корпус у Белгију ради задржавања Немаца и указивања помоћи белгијским снагама, а главним снагама да поседне и одсудно брани положаје Намир - Вавр.
   Британске експедиционе снаге (генерал Горт), састава: 9 пешадијских дивизија, од р. Скарпе до р. Лис (искључно висови код Ката), са задатком да под заштитом белгијских снага и својих брзих јединица уђе у Белгију и поседне за одбрану положаја Вавр - Лувен, везујући се северно од Лувена левим крилом за белгијску армију.
   7. армија (генерал Жиро), састава: 7 дивизија (од којих 1 лака механизована и 2 моторизоване), од р. Лис искључно па до Денкерка искључно, са задатком да под заштитом лаке механизоване дивизије и белгијских и холандских снага уђе у Белгију и Холандију и поседне положај Анверс - Бреда, повезујући белгијске и холандске снаге.
```

Б) Југоисточни фронт образовала је Алпска армија (генерал Олри), која је имала 4 пешадијске дивизије и 4 самостална утврђена одсека, са задатком да брани фронт према Италији.
Слабе стратегијске резерве биле су распоређене дуж читавог фронта, и то:
```
   4 дивизије (од којих 3 моторизоване и 1 оклопна), под командом 1. групе армија, на простору Сен Кантен - Компиењ - Салон, предвиђене као 1. ешелон резерви, за појачање 1. армије приликом њеног уласка у Белгију;
   2 пешадијске дивизије на простору Епернеј - Сато Тјери (такође под командом 1. групе армија) предвиђене да као 2. ешелон резерви појачају 1. и 7. армију приликом њиховог уласка у Белгију;
   8 пешадијских дивизија (од којих 1 у формирању) под командом команданта Североисточног фронта, појединачно распоређене према Лорену, на широком простору Линевил — Мец - Витри ле Франсоа;
   2 оклопне дивизије под командом команданта Североисточног фронта у рејону Ремса;
   3 пешадијске дивизије (под непосредном командом генерала Гамлена) на простору Дижон - Лангр - Сомон;
   5 пешадијских дивизија (од којих су 2 биле у формирању) и 1 коњичка бригада (такође под Гамленовом командом) према Алзасу, и то: код Белфора 2 пешадијске дивизије и 1 коњичка бригада и на простору Безансон - Везул - Нефшато 3 пешадијске дивизије;
   штаб 6. армије и армијске јединице и установе код Дижона.
```

Из наведеног стратегијског развоја види се следеће:
```
   И поред тога што су се према Мажиновљевој линији налазиле најслабије немачке снаге (свега 19 дивизија Групе армија „Ц“) генерал Гамлен је за њену пасивну одбрану одобрио исувише јаке снаге (5 дивизија 8. армије, 32 дивизије 2. групе армија и 3 деснокрилне дивизије 2. армије, тј. укупно око 40 дивизија), тако да је дивизија просечно бранила фронт од око 9 км.
   И за остварење плана „Дил“ и „Бреда“ (поседање положаја на линији Намир -  Жанблу - Вавр - Лувен - Анверс - Бреда) биле су предвиђене исувише јаке снаге (7 дивизија 1. армије, 6 дивизија из резерве за појачање 1. и 7. армије, 9 дивизија BES-а, 7 дивизија 7. армије, тј. свега 29 дивизија).
   Најслабије снаге (9 дивизија 9. армије и 4 дивизије 2. армије) биле су предвиђене за одбрану положаја Седан - Намир, тако да су дивизије просечно браниле фронт ширине 15 км, а неке и преко 30 км.
   Стратегијске резерве биле су слабе (свега 24 дивизије од којих 6 на располагању команданту 1. групе армија за појачање 1. и 7. армије, 10 на располагању команданту Североисточног фронта, а само 8 дивизија задржао је генерал Гамлен под својом командом) и растурене дуж читавог фронта, тако да генерал Гамлен није имао довољно снага и средстава да би могао утицати на ток догађаја и парирати евентуалним изненађењима
```

Белгијска Врховна команда била је обавештена да је савезнички Врховни ратни савет, у случају немачког напада преко Белгије, усвојио стратегијске варијанте „Дил“ и „Бреда“, којима је предвиђено да француско-британске снаге упадну у Белгију и Холандију и поседну линију: Живе - Намир - Вавр - Лувен - Анверс - Бреда. Да би се омогућило извршење овог маневра, белгијска Врховна команда је усвојила дефанзиван план за упорну одбрану на Мези и Албертовом Каналу. Ако би Немци јачим снагама напали преко Холандије и пробили фронт северно од Лијежа (у рејону Хаселта), белгијске снаге имале би задатак да се повуку иза р. Дила и поседну за одбрану сектор Лувен - Анверс, између BES и 7. армије. Ради извршења ових задатака, белгијска армија је овако распоређена:
```
   Гранични ешелон (4 дивизије и специјалне моторизоване и бициклистичке јединице) у Арденима (одред „К“ од 1 коњичке и 1 дивизије арденских ловаца) и северно од Албертовог Канала (11. и 18. пешадијска дивизија), са задатком да врше извиђање и задржавање Немаца.
   Дефанзивни ешелон (14 дивизија) имао је задатак да брани утврђене положаје Меза - Албертов Канал.
   Резервни ешелон (3 пешадијске и 1 коњичка дивизија) у ширем рејону Брисела и Гана, са задатком да благовремено поседне положаје Лувен - Анверс и на њима прихвати дивизије из састава Граничног и Дефанзивног ешелона.
```

Пошто је полазила од претпоставке да својим слабим снагама не може успешно одбранити пространу територију и да поплавама и рушењем објеката може успорити немачко надирање до наиласка савезничких снага, холандска Врховна команда је усвојила план којим је било предвиђено напуштање североисточних провинција и вођење задржавајуће одбране до линије Гребе (Амерсфорт - Ренен) и реке Вала (јужни крак Рајне) на којој би се прешло у одсудну одбрану. На дан 9. маја распоред холандских снага био је овакав:
```
   на линији Гребе: 2. и 4. корпус са 4 пешадијске дивизије:
   између Рајне и Мезе: 2 бригаде („А“ и „Б“);
   на линији Пел: 6 батаљона;
   корпус у покрету ка р. Валу;
   у Холандској тврђави: 1. корпус са 2 дивизије осматрао је фронт према Северном Мору;
   Лака дивизија била је у покрету према Холандској тврђави са задатком да уђе у састав армијске резерве;
   на граници су се налазили самостални батаљони без артиљерије, од којих је сваки имао задатак да брани фронт ширине преко 5 км и да поплавама и рушењем објеката успори немачко напредовање.
```

Операције у Холандији и источној Белгији од 10. до 14. маја 1940.
Пре почетка операција на Западном фронту Хитлер је немачким трупама издао заповест у којој је, поред осталог рекао: „Битка која данас почиње одлучиће судбину немачке нације за следећих 1 000 година“. А немачки министар иностраних послова Рибентроп изјавио је да Немачка располаже „непобитним доказима“ да западни савезници спремају велики напад преко Белгије и Холандије према Рурској Области, те ће немачке трупе извршити напад на Белгију, Холандију и Луксембург „да би заштитиле њихову неутралност“. Холандска и белгијска влада демантовале су ова лажна тврђења министра Рибентропа и одбиле немачке захтеве да без отпора дозволе пролазак немачких трупа кроз своје земље. Обе владе су затражиле помоћ од француске и британске владе и позвале њихове армије да уђу у Белгију и Холандију.
У прво праскозорје (3,40 ч.) 10. маја 1940, без објаве рата, немачка авијација је напала аеродроме, железничке станице и чворове комуникација у Белгији и Холандији. Благодарећи изненађењу, Немци су у току овога дана напали 72 аеродрома, на којима су постигли значајне успехе (уништили су на земљи 300 - 400 авиона и тешко су оштетили неке француске и 1 британски аеродром). Немачка авијација је и следећих дана са несмањеном жестином нападала на ове објекте у дубини од 200 - 300 км. Према немачким непровереним подацима, за првих неколико дана немачка авијација је, нападом на аеродроме и у ваздушним борбама, уништила или оштетила око 1 000 савезничких авиона. Тек после тога Немци су највећи део авијације употребили за подршку напада копнених, а првенствено мотомеханизованих снага. Нарочито су „Штуке“ и лаки бомбардери добро и успешно сарађивали са оклопним дивизијама. Оваквом употребом авијације Немци су обезбедили ваздушну превласт, а затим су целисходном и брзом интервенцијом указали врло ефикасну помоћ копненим снагама на главним правцима удара.
Немци су 10. маја 1940. први пут употребили ваздушнодесантне јединице за извршење оперативних задатака у дубокој противничкој позадини. Искористивши податке обавештајне службе о распореду холандских снага, они су дошли до закључка да се у Холандији, земљи многобројних река и канала, могу постићи брзи успеси само ако се раније заузму мостови на овим рекама и тиме створе услови за неометано напредовање оклопних снага. Пошто су се мостови на Мези и Рајни код Мордијка (Moerdijk), Дордрехта (Dordrecht) и Ротердама налазили око 100 км у холандској позадини, немачка Врховна команда је одлучила да их заузме „вертикалним маневром“ (спуштањем ваздушно десантних јединица: 7. ваздушнодесантне и 22. пешадијске дивизије) уз снажну подршку авијације. И заиста, у 4,15 часова, после јаког бомбардовања из ваздуха, Немци су спустили прве таласе 7. ваздушнодесантне дивизије, који су убрзо после тога заузели аеродром код Ротердама и мостове на Мези и Рајни код Мордијка, Дордрехта и Ротердама. Прва 3 таласа ојачане 22. пешадијске дивизије успела су да заузму нека места близу Хага, али су том приликом претрпели велике губитке. Због тога, а и услед противнапада 1. холандског корпуса, Немци нису могли да спусте и остале ешелоне 22. пешадијске дивизије, те је командант дивизије наредио да се преживели остаци повуку ка Ротердаму, где су појачали 7. ваздушнодесантну дивизију. Тамо су касније спуштени и остали таласи 22. дивизије. Обе дивизије, потпомогнуте авијацијом, одбиле су нове противнападе холандских снага и задржале мостове код Мордијака, Дордрехта и Ротердама до доласка 9. оклопне дивизије.
napad na francusku
Први и једини пут у току Другог светског рата, Немци су 10. маја применили потпуно нову тактику да би заузели најјаче објекте сталне фортификације и мостове на Албертовом Каналу. Обавештајна служба им је прибавила планове фора Ебен Емаел са потребним техничким и тактичким подацима, тако да су у својој земљи израдили копију овога фора и открили његове недостатке: слабу пав одбрану, велику растуреност објеката и небрањене мртве углове. Због тога су донели смелу одлуку да фор заузму изненадним нападом из ваздуха. У току ноћи 10. маја, 56 немачких транспортних авиона кренуло је са аеродрома у Немачкој и над немачком територијом, на висини од 2 500 метара, откачило једрилице које су се затим нечујно упутиле према фору Ебен Емаел, касарни Ланекен и мостовима код Вренховена, Ветвезелта и Кана. Пре свитања, 10 једрилица, са 200 инжињераца, 6 лаких митраљеза и 2,5 тоне експлозива, успешно се спустило на кровове фора Ебен Емаел, на коме није било противдесантних препрека. После искрцавања, инжињерци су јаким експлозивом и пламенобацачима онеспособили осматрачнице, митраљеска гнезда и оклопне куполе, из којих је артиљерија даљном ватром бранила прелазе на Мези и Албертовом Каналу.
Немци су скоро у исто време спустили 31 једрилицу и у позадини касарне Ланекен и код казамата у којима су се налазили пиротехнички уређаји за паљење експлозива и одакле су Белгијанци блиском ватром бранили мостове код Вренховена, Велтвезелта и Кана на Албертовом Каналу. Искрцани немачки пешаци и инжињерци напали су из позадине касарну, каземате и отпорне тачке. Они су јаким експлозивом изненада порушили челична врата казамата, побили посаду и онемогућили паљење експлозива на мостовима. На овај начин Немци су заузели неоштећене мостове код Вренховена и Велтвезелта, али нису успели да заузму мост код Кана.
Када су прве немачке копнене снаге (151. пешадијски пук и 51. пионирски батаљон) 11. маја, у гуменим чамцима, прешле Мезу и Албертов Канал и ухватиле везу са падобранцима, командант фора Ебен Емаел, изложен нападима са свих страна, пристао је на капитулацију 11. маја у 12,30 часова.
Делови 7. белгијске пешадијске дивизије, који су се налазили у близини нападнутих објеката сталне фортификације, нису могли извршити предвиђене противнападе, јер су у току ноћи и њих напали падобранци, а у току дана су били изложени јаким нападима немачких Штука.
Цео свет је био изненађен овом новом тактиком коју су Немци применили приликом заузимања фора Ебен Емаел, касарне Ланекен, казамата и мостова код Вренховена и Велтвезелта. Међутим, она је била резултат солидних припрема, добро организованог дејства и садејства, изненађења, храбрости војника и иницијативе нижих старешина. 
Истога дана, у 05,35, пет немачких армија (здесна улево: 18, 6, 4, 12. и 16), са оклопним снагама у првим ешелонима, предузело је напад на Холандију, Белгију, Луксембург и Француску на фронту од Северног Мора до Мозеиа, на ширини од око 300 км, док су 1. и 7. армија активном одбраном везивале према себи француске снаге на Мажиновљевој линији.
Добивши вест о немачком нападу преко Холандије, Белгије и Луксембурга, генерал Гамлен је био уверен да се остварују његове претпоставке о великом немачком нападу преко Белгије, са тежиштем северно од средњег тока Мезе и северно од Самбре. Он је истога дана, у 6,35, преко телефона наредио генералу Жоржу да приступи извршењу маневра према плану „Дил“ и „Бреда“, тако да су већ у 7,15 први делови лаких механизованих и коњичких дивизија прешли границу, док је иза њих главнина армија (9, 1, BES и 7.), користећи се железницама и копненим комуникацијама, прелазила у Белгију, а затим и у Холандију, да би посела положаје: Меза - Намир - Жанблу - Вавр - Лувен - Анверс - Бреда. Пошто су потценили извештаје о појави јаких немачких снага кроз Ардене, генерал Гамлен и Жорж су прерано наредили да се и неке резерве ангажују у Белгији. У извршењу овог великог маршманевра дошло је до знатних тешкоћа зато што раније није била организована сарадња између француског и белгијског Генералштаба, што није била регулисана употреба белгијских железница, и што француски и британски команданти нису знали где ће наићи на белгијске и холандске јединице, нити су познавали њихове планове рушења и запречавања. Па ипак, генерал Гамлен је рачунао да ће Белгијанци и Холанђани, потпомогнути првоупућеним коњичким и лаким механизованим, а затим моторизованим француским дивизијама, успети да успоре немачко надирање и створе потребних 5 - 8 дана за излазак главних француских и британских снага на предвиђене положаје. 
Искористивши изненађење, као и помоћ пете колоне, немачка 18. армија успела је првог дана да пређе холандску границу на 11 места. Док је немачка коњичка дивизија напредовала кроз северне провинције Холандије и 11. маја стигла до Зојдерског језера, две пешадијске дивизије 10. корпуса разбиле су слабе граничне делове и већ 12. маја стигле до линије Гребе, где су се налазиле главне холандске снаге (4 дивизије 2. и 4. корпуса). И поред тога што су се на линији Гребе налазиле најјаче холандске снаге, Немци су у једном смелом нападу, 12. маја, успели да начну ову линију код Гребеберга, и да, уз помоћ Штука, пробију и њен главни положај код Ренена. Пошто није имала никаквих резерви за затварање овог продора, холандска Врховна команда је истога дана наредила да се 2. и 4. корпус повуку у Холандску тврђаву. Изгубивши већи део 4. дивизије и бригаде „Б“, ове јединице су, без јачег немачког притиска, успеле да се до 14. маја повуку на нове положаје.
Главнина немачке 18. армије (26. корпус, који је у почетку имао 9. оклопну, 2 пешадијске и 1 СС моторизовану дивизију, а позади, у резерви, још 2 пешадијске дивизије) напредовала је кроз јужне провинције у којима су се налазили само слаби гранични батаљони и лака дивизија која се повлачила према доњем току Вала. После преласка преко Мезе, лево крило 18. армије (26. корпус) ангажовало је у првом ешелону 9. оклопну дивизију, која је 10. маја пробила недовољно утврђену и слабо брањену линију Пел и 11. маја стигла до Вилемсварт (Willemsvart) Канала, камо су се повлачиле слабе холандске снаге са линије Пел.
Холанђани су били паралисани изненадношћу, брзином и јачином немачког напада кроз јужне области, тако да нису могли пружити озбиљан и организован отпор ни иза Вилемсварт Канала, нити искористити поплаве земљишта и рушење комуникација. С друге стране, Немци су искористили збуњеност и слаб отпор Холанђана, те су, смелом и брзом употребом 9. оклопне дивизије, 12. маја продрли до Мордијка и Дордрехта и успоставили везу са деловима 7. падобранске дивизије, који су чврсто држали мостове на Мези и Рајни и одбили све холандске противнападе. Према томе, и поред великих губитака, ваздушнодесантне јединице су, захваљујући добро организованој обавештајној служби, изненађењу, искрцавању довољно јаких ваздушнодесантних снага у првим ешелонима, доброј сарадњи авијације и брзој помоћи копнених снага, постигле крупне оперативне успехе, који су били одлучујући за исход операција у Холандији. Оклопна дивизија искористила је успех ваздушнодесантних јединица и 13. маја продрла ка Ротердаму, чиме је била онемогућена даља одбрана Холандске тврђаве. Холандска краљица Вилхемина и влада напустиле су 13. маја земљу и побегли у Велику Британију, пошто су претходно одобрили Врховном команданту, генералу Винкелману, да поведе преговоре о капитулацији. Међутим, иако су били закључени преговори о прекиду ватре, Немци су 14. маја извршили тешки терористички напад на Ротердам, који се није уопште бранио. За кратко време, немачка авијација је порушила 26000 кућа и убила око 25000 грађана Ротердама. (У послератним публикацијама Немци покушавају да оправдају овај поступак, изговарајући се слабом везом између авијације и виших штабова.)
После пет дана борби, 15. маја је објављена капитулација преосталих холандских снага (око 300 000 људи). Само су слабе холандске поморске снаге (1 крстарица, 1 разарач и 2 подморнице) и велики број трговачког бродовља успели да се прикључе британским поморским јединицама. Немци су у Холандији поставили свога намесника (Сајс-Инкварта) и своју управу, који су за кратко време увели нацистички режим и опљачкали огромна богатства Холандије (злато, дијаманте, стоку, сточне производе, текстил, кожу и др.).
У току првог дана битке, јединице 7. француске армије (најпре 1. лака механизована, а затим и остале дивизије) ушле су у Холандију да би указале помоћ холандским снагама, тако да су се 12. маја налазиле на положајима код Бреде. Међутим, услед повлачења Холанђана и услед притиска немачког 26. корпуса, ова армија је 13. маја напустила Бреду, а следећег дана се повукла ка Анверсу, држећи са 2 дивизије (60. и 68.) острва Валхерен (Walcheren) и Бејвеланд (Beveland). 
Највећи успех у току првих дана рата постигла је 6. немачка армија (9, 11, 4. и 27. корпус и 16. оклопни корпус) која је 10. маја заузела холандски град Мастрихт (Maastricht), где су следећег дана инжињеријске јединице 4. корпуса подигле 2 моста, носивости 16 тона. Немци су сем тога искористили успех ваздушнодесантних јединица код Вренховена и Велтвезелта, те су већ следећег дана, преко непорушених мостова, пребацили 4. оклопну, а затим и остале дивизије 16. оклопног корпуса, које су пробиле белгијску одбрану на Албертовом Каналу северно од Лијежа и наставиле брзо надирање ка западу. Да би се одржао брзи темпо напредовања немачка авијација падобранима је спустила бензин предњим деловима 4. оклопне дивизије.
Сви покушаји савезничке авијације да рушењем мостова успоре надирање 6. немачке армије остали су без успеха. Немци су добро организовали пав одбрану, нарочито мостова код Мастрихта, Вренховена и Велтвезелта, тако да су 10, 11. и 12. маја нанели јаке губитке белгијским, француским и британским авионима.
Сходно раније усвојеним плановима, белгијска Врховна команда је, да би избегла опкољавање својих снага, 11. маја наредила својим дивизијама да 12. маја отпочну повлачење према положајима на Дилу, а посади тврђаве Лијеж да до краја настави борбу у немачкој позадини. Ово повлачење извршено је много брже него што су очекивали Французи и Британци, тако да су Белгијанци већ 13. маја имали 8 дивизија на положајима Лувен - Анверс.
Пошто између белгијских и француско-британских снага које су ушле у Белгију није била организована сарадња, претходнице 1. француске армије (Коајички корпус) неочекивано су брзо (11. маја) наишле на јаке снаге 16. немачког оклопног корпуса и повукле се на линију Хиј (Huy) - Тирлмон (Tirlemont), где је 12. маја дошло до жестоких борби. У овим борбама Коњички корпус је показао велико пожртвовање и претрпео јаке губитке (нарочито 3. лака механизована дивизија), али је успео да задржи Немце и створи време 1. француској армији да 14. маја поседне планом предвиђене положаје Намир - Вавр.
Напредујући брзо и без већих тешкоћа, претходнице BES-а су 11. маја изашле на Дил, а 15. маја дивизије првог ешелона (2. и 3) добро заштићене британском тактичком авијацијом, чврсто су поселе положај Вавр - Лувен који је био широк око 30 км. Остале дивизије биле су ешелониране по дубини, и то: 48. и 4. код Брисела, 5. и 50. западно од Брисела, а 42. и 44. у дубокој позадини на Ескоу. 15. маја 11. корпус немачке 6. армије напао је Лувен, али је 3. британска пешадијска дивизија (генерала Монтгомерија) извршила снажан, брз и изненадан противнапад и одбацила немачке снаге.
Према томе, 1. армија, BES и белгијска армија су већ 15. маја биле на предвиђеним положајима, спремне да дочекају немачки напад према Бриселу и Анверсу. Генерал Гамлен је био задовољан исходом операција у Белгији, јер је веровао да је зауставио офанзиву главних немачких снага. Пошто раније није била регулисана сарадња између француско-британских, белгијских и холандских снага, 12. маја је одржана конференција у Кастоу (Casteau), на којој су учествовали белгијски краљ, француски министар народне одбране, генерали Жорж и Бијот, британски генерал Паунал и др. и на којој је генерал Бијот, командант 1. групе армија, добио овлашћење да координира дејства савезничких снага које оперишу на белгијској територији.
За то време, од 10. – 13. маја, главне немачке снаге (4, 12. и 16. армија), на чијем челу су се налазили 15. оклопни корпус (7. и 5. оклопна дивизија) и Оклопна група Клајст (41. оклопни корпус са 6. и 8. дивизијом и 19. оклопни корпус са 1, 2. и 10. оклопном дивизијом), потпомогнуте 3. ваздухопловном флотом, постигле су неочекивано велике успехе у белгијским Арденима и у Луксембургу. У току првог дана челне дивизије нису могле постићи дневне циљеве, јер су биле задржане отпором белгијских граничних јединица и рушењем комуникација. Али су следећих дана немачке оклопне дивизије, уз помоћ малих група падобранаца и припадника пете колоне, који су дејствовали у белгијској позадини и заузимали важне објекте на комуникацијама, успеле да натерају белгијске снаге (одред „К“ који је имао 1 дивизију арденских ловаца и 1 коњичку дивизију) на повлачење према Намиру.
Изненађени и слаби, Луксембуржани нису пружили скоро никакав отпор, те су Немци и на овом правцу брзо продрли према Седану.
Немци су 12. маја сломили отпор и лаких коњичких дивизија (2, 5, 1. и 4.) и коњичких бригада 2. и 9. француске армије које су покушале да на линији Нефшато - р. Урта (Neufchateau — Ourthe) прихвате разбијене белгијске дивизије, да зауставе немачко надирање и створе време 9. армији да поседне и организује положаје на левој обали Мезе. Француске коњичке јединице су се повукле на леву обалу Мезе, порушиле све мостове на њој и ушле у састав оперативних резерви 9. и 2. француске армије, тако да су Немци истога дана изашли на ову реку од Намира до Седана. Према томе, Немци су, захваљујући изненађењу, великој надмоћности, успешном садејству авијације, доброј организацији покрета и брзој оправци комуникација, за 3 дана прешли око 100 км у Арденима.
Генерал Гамлен био је изненађен брзим немачким надирањима кроз Ардене и употребом јаких мотомеханизованих снага на овоме правцу, али није очекивао да ће Немци бити у стању да јаким снагама брзо форсирају Мезу.

## Оклопни удар у Арденима
Ардени су непроходне белгијске планине. Обухватају велики део Белгије. Састојале су се од језера и шумских предела. Терен је био веома нераван. Путеви су били никакви са неким мочварним пределима а терен веома лош за кретање оклопних снага. Савезничка врховна команда одлучно је решила да се супротстави немачкој инвазији и велики број дивизија послат је у Белгију да поседне положаје пре напада немачких снага, док Ардени нису ни брањени. То је учињено одмах после немачког напада. Међутим, Вермахт је организовао Групу армија А и „Б“ као план напада на Француску, али и групу армија „Ц“. Грешка Савезника била је зато што су мислили да ће напад немачких снага бити по истом плану као и у Првом светском рату. 
група армија Б напала је Холандију и Белгију као прва етапа немачког плана. Савезничка команда насела је на немачки напад и послала велики део својих снага у Белгију мислећи да је ту главни немачки напад. Савезници су запоседајући положаје у Белгији тиме олакшали немачку инвазију и помогли немачким јединицама да затворе обруч и ухвате велики део савезничких снага у клопку. 
Немачка Група армија А састојала се од оклопних снага јачине око 2.700 тенкова и самоходних возила. Те снаге извршиле су жесток оклопни удар кроз непроходне шуме Ардена полако затварајући обруч око савезничких трупа знајући да постоји рупа у савезничкој одбрани. То је учинила главнина оклопних јединица немачке оклопне групе „Клајст“. Та група напредовала је до обала Ламанша. Врховна команда савезника није могла да верује да ће баш ту ићи најжешћи немачки напад предвођени панцерима и другим самоходним возилима. Савезничке снаге морале су да се повуку назад док се обруч око њих полако затварао. Били су у тоталном расулу и нису спремно дочекали немачки напад. Британски експедициони корпус, Белгијска армија и делови француске армије били су опкољени без могућности да на било који начин пробију обруч. Оклопне јединице незаустављиво су напредовале од чега се највише истицала Седма Ромелова оклопна дивизија звана Аветињска дивизија због изузетно брзог напредовања. Немачки тенкови наступали су концентрисано и у маси и то им је дало већу предност пробоја и брзине напредовања кроз Ардене. Луфтвафе је пружила снажну подршку напредујућим снагама. Током овог пробоја, немачке оклопне дивизије напредовале су много даље и брже од предвиђеног плана због чега пратеће пешадијске дивизије нису могле да довољно оснаже бокове њиховог напредовања. Када су оклопне јединице прошле Ардене кренуле су у напредовање кроз Француску.
Немачка војска ће током целог рата користити тенковске формације јер су увидели њихову предност боље него Савезници. Тенкови су били ударна песница продора и инвазија. Тактика Блицкрига била је немилосрдна по све противнике и након извршеног напада одузимала им се жеља за даљом борбом. Сличан масован тенковско-механизовани напад поновиће се у бици код Курска 1943. године.

## Немачки пробој код Седана
Пробој код Седана извршиле је Група армија „А“. Све је ишло по плану.

## Битка на реци Мези
Према предвиђеном плану требало је да 2. армија брани леву обалу Мезе до Седана закључно, а 9. армија одатле до Намира. Добивши извештај о надирању јаких немачких снага кроз Ардене, командант 2. армије је донео одлуку да 71. пешадијска дивизија из резерве поседне положаје десно од 55. дивизије која је бранила седански сектор. У току ноћи 71. дивизија је посела одређене положаје, али није имала времена да се упозна са земљиштем и да организује ватрени систем. За то време, 9. армија поседала је положаје на левој обали Мезе, северно од Седана па до Намира (док су се 102. тврђавска и 61. пеш. дивизија дуже времена налазиле на десном крилу на одређеним положајима, дотле су у центру и на левом крилу 22. и 18. пешадијска и 5. моторизована дивизија вршиле поседање или су биле у покрету ка положајима; 4. северноафричка и 53. пешадијска дивизија из армијске резерве такође су биле у покрету ка превиђеним местима; 1. и 4. лака коњичка дивизија и 3. спахијска бригада прикупљале су се иза армијског левог крила и центра), али није имала времена да организује ватрени систем, везу и сарадњу између суседних јединица и појединих родова војске. Треба посебно истаћи да су се у рејону Седана и северније, тј. на споју 2. и 9. француске армије, налазиле најслабије француске дивизије (71, 55. и 61. типа „Б“), јер су биле састављене од најстаријег људства, слабијег морала и мале борбене вредности. Њихово наоружање и опрема били су непотпуни, јер нису имале сва формацијом предвиђена пт оруђа, а оскудевале су и у другим средствима.
Француски команданти су очекивали да ће се Немци извесно време задржати на десној обали Мезе ради извиђања, прикупљања снага и средстава и осталих припрема. Међутим, Немци су им приредили велико стратегијско, тактичко и техничко изненађење. Наиме, напуштајући старе класичне методе (вишедневно рекогносцирање земљишта, детаљно планирање, дуготрајну артиљеријску припрему итд.), они су форсирали реку без икаквог задржавања, из покрета, примењујући на четири разна места прелаза другачију тактику и технику. Док су се предњи делови 7. оклопне дивизије у рејону Хуа (Houx), у току ноћи 12/13. маја, без икакве ватрене припреме, пребацивали гуменим чамцима на леву обалу реке и увлачили се у пошумљене и слабије брањене спојеве између 5. и 18. француске дивизије, дотле су у рејону Динана неки њени делови применили другачију тактику. Услед недостатка артиљерије, немачки тенкови и оклопни аутомобили, који су патролирали на десној обали реке, потпомагали су блиском ватром пешадију, која је у 4 часа прешла реку, а затим продрла кроз недовољно брањене и пошумљене међупросторе. Немци су у току дана повезали оба ова мостобрана и до пада мрака 13. маја образовали јединствен мостобран, ширине око 10, а дубине 1-3 км. А у рејону Монтермеа (Montherme) предњи делови 6. оклопне дивизије, после јаке артиљеријске припреме, 13. маја прешли су Мезу у 15 часова и до пада мрака образовали мостобран ширине око 5, а дубине око 3 км.
Немци су постигли највећи успех код Седана примењујући сасвим нову тактику. Наиме, иако је рејон Седана био утврђен, немачки 19. оклопни корпус генерала Гудеријана, који је имао 1, 2. и 10. оклопну дивизију, прешао је реку без већег задржавања. А да се не би губило време у писању нових заповести, 19. оклопни корпус је форсирао реку према заповести која је написана за време ратне игре у Кобленцу, с тим што је измењен само дан и час напада. Нападу је претходила снажна и успешна артиљеријска и авиоприпрема. Скоро целокупна корпусна артиљерија и 12 ескадрила Штука потпомогле су првенствено напад 1. оклопне дивизије. У времену од 11 до 16 часова смењивале су се групе авиона нападајући ватрене тачке, командна места, артиљерију и друге циљеве на сектору 55. француске пешадијске дивизије. Услед снажног психолошког дејства тих напада знатно је ослабила вредност недовољно обучених и слабо опремљених резервиста француских пешадијских дивизија. За то време су добро прикривени тенкови и пав топови 88 мм блиском непосредном ватром са десне обале Мезе рушили француске бункере, неутралисати ватрене тачке и димом заслепљивали осматраче. Под заштитом овакве ватре, предњи делови 19. оклопног корпуса су у 16 часова прешли преко Мезе. Највећи успех постигла је 1. оклопна дивизија, која се налазила на тежишту, у центру корпусног распореда. Тако је 19. оклопни корпус до краја дана у рејону Седана образовао солидан и јак мостобран ширине и дубине око 10 км.
У току ноћи 13/14. маја немачки инжињерци су израдили солидне мостове на Мези, преко којих су се пребациле и главнине оклопних дивизија које су појачале тактичке мостобране.
До сванућа 14. маја Немци су појачали своје снаге на западној обали Мезе, које су, потпомогнуте Штукама, наставиле напад из постојећих мостобрана. Пошто је у рејону Динана уништио 18. француску пешадијску дивизију, 15. оклопни корпус је продужио наступање ка Филипвилу, где је, потпомогнут авијацијом, разбио и тактичке и оперативне резерве 9. француске армије. У то исто време, три оклопне дивизије 19. оклопног корпуса извршиле су концентричне нападе и код Седана разбиле лево крило 2. француске армије (55. и 71. дивизију). Тако су Немци до 15. маја потпуно разбили целу 9. армију и лево крило 2. армије и на фронту од Хуа до Седана направили брешу ширине 100 и дубине око 45 км. Овај велики и брзи успех Немаца имао је одлучујућег утицаја на даљи ток операција у Француској.
Уместо да употребе све три дивизије за извршење снажних противнапада у леви бок немачког клина, Французи су 1. оклопну дивизију доделили 9. армији, 3. оклопну и 3. моторизовану дивизију 2. армији, док је 2. оклопна дивизија касније послата на р. Оазу (Oise) да затвори правце ка Паризу. С друге стране, команданти 9. и 2. армије неправилно су употребили додељене дивизије, тј. за одбрану положаја (1. оклопна дивизија код Филипвила) или за појачање осталих дивизија (3. оклопна дивизија код Седана). Они су због овакве употребе оклопних дивизија пропустили прву повољну прилику да снажним противнападом у бок 19. оклопног корпуса поправе критичну ситуацију код Седана.
Британска и француска бомбардерска авијација узалудно су покушавале да нападом на немачке оклопне и саобраћајне везе задрже немачко напредовање. Савезнички губици били су врло велики (према британским извештајима, од 109 бомбардера, употребљених код Седана од 13. – 15. маја, изгубљено је 45 авиона), а резултати су били врло мали.
Британска стратегијска авијација је одмах после немачког напада појачала бомбардовање Немачке. Она је у току ноћи 10/11. маја бомбардовала железнички чвор Минхен-Гладбах, бацивши прве бомбе на немачко тле. У току ноћи поједини авиони или мале групе бомбардовали су железничке станице, раскрснице, фабрике синтетичког горива, аеродроме, мостове и др. За извођење ових напада Британци су имали 16 сквадрона тешких бомбардера, док су 7 сквадрона »Бленхајма« (Blenheim) употребили за тактичку подршку копнених снага. Британци су у току једне ноћи употребљавали просечно око 100 тешких бомбардера, те су и резултати бомбардовања били скромни. Британски кабинет је 15. маја усвојио предлог ваздухопловних команданата да се бомбардује и Рурска Област, тако да је у току прве ноћи (15/16. маја) 24 бомбардера напала фабрике синтетичког горива у Руру. Како се овим бомбардовањем није могло успорити немачко напредовање, француски команданти су стално захтевали да се и стратегијска авијација употреби за напад на масивне немачке колоне или за рушење мостова на Мези. Међутим, британска авијација је и поред тога повремено и даље дејствовала против циљева у Рурској Области, Хамбургу и Бремену, што је изазвало протесте француских војних и државних представника.

## Наводна употреба блицкрига
Ево шта значи Блицкриг - муњевити рат:
1. Гудеријанове трупе биле су преморене због форсираних маршева. За десет дана превалили су 300 километара под борбом, последњих 100 километара за један дан. Пешадија и артиљерија нису могли да прате тако брз продор тенкова. Снабдевање тенкова је постајало све несигурније. Упркос свему томе Гудеријан није оклевао. Својим трупама је дао само један дан за одмор.
2. Што је немачки пробој фронта био успешнији, и што су оклопне јединице продирале даље ка обали, то је немачка команда била више забринута за јужни бок Групе армија „А“, који је постајао све дужи и све отворенији.
3. Не наилазећи на неки значајнији отпор, оклопне дивизије Четврте армије и оклопне групе „Клајст“ могле су већ 13. маја да успоставе мостобране преко реке Мезе, како код Седана тако и код Уа. Ови успеси натерали су генерала фон Бока да каже: "Французима мора да се потпуно помутио разум, иначе су могли и морали ово да спрече!"

## План Рот
Белгија је капитулирала 28. маја 1940. године. Била је то безусловна капитулација једне земље. Краљ Леополд Трећи је одлучио да оде у заробљеништво и да се не бави никаквим политичким делатностима. Немци су му као боравиште одредили дворац у Лакену. После пада Белгије чинило се да је код Немаца настао краћи застој. Преостале француске трупе су се налазиле на сопственој територији и формирале су фронт од 700 километара, који је на западу почињао на мору код Абевила, а завршавао се на истоку код швајцарске границе. За време кратке паузе, Савезници су свим силама покушали да предузму иницијативу: 4. јуна су француско-британске трупе јуришале на Абевил, али су биле одбијене. Одмах затим почео је немачки напад. Французи су спремно дочекали први немачки напад, пропустили су тенкове и напали пешадију која је ишла иза тенкова. Савезници су пружали жилав отпор надирућој немачкој армади. У сектору Амијена и Перона Немци су изгубили 65% тенкова који су тамо оперисали. Немци су међутим довукли резерве, док Савезници готово да иза својих линија нису ни имали трупа. После 24 часа борбе, Ромел је код Амијена пробио француску линију, ударио на незаштићену позадину, и за три дана стигао до Сене код Елбефа. Руан је био одсечен. 8. јуна се грмљавина топова чула у Паризу. Стотине хиљада Парижана кренуло је на југ Француске. После пада Руана, Британци су се уплашили да ће њихове трупе у Северозападној Француској бити одсечене, па су својим јединицама наредили да се укрцају у Ле Авру. Ово је толико огорчило француску врховну команду да је она на силу покушала да онемогући Британце да дођу до ове луке. После Ромеловог пробоја на западу, Гудеријан је 9. јуна почео надирање са својим тенковима источно од Париза. 10. јуна је био приморан на тешку борбу, у којој су Немци претрпели осетне губитке, фронта готово и да није било. 11. јуна Гудеријан је заузео Ремс, а дан касније су тенкови били код Шалона на Марни. Француска влада и Врховна команда напустиле су Париз 10. јуна. Врховна команда се сместила у Бријару, а влада у Туру. У оба ова тела владао је све већи дефетизам. Париз је пао 14. јуна.
Узалуд је Вистон Черчил убеђивао Французе да бране Париз. Париз су Немци освојили без значајнијих губитака. Да би Хитлер понизио Французе, наредио је дефиле немачких војника код Тријумфалне капије, а и сам се сликао са погледом на Ајфелов торањ. Немачки успех је био потпун, док се француска војска распадала. Заузећем Париза одмах је формирана немачка војна управа. Тако је почело стварање Хитлеровог Атланског бедема и припреме инвазије на Британију. Побеђени су на крају крајева победили своје победиоце и отплатили дуг из Првог светског рата.

## Капитулација у Компјењу
Немачка и француска делегација кренуле су 21. јуна 1940. око 13:00 у место где је требало да се закључи примирје између две земље. Само су Немци, међутим, знали куда иду. То је био део Гебелсовог плана да се што јасније нагласи немачка победа и француски пораз. Хитлер је стигао први. У 15:15 је стала дугачка поворка немачких кола на једном пропланку у Компјењској шуми, где је 11. новембра 1918. Немачка прихватила свој пораз у железничком вагону који је тада служио као командно место врховног савезничког команданта Фоша. Тај вагон је опет стајао ту. Немци су га претходне ноћи на брзу руку извукли из музеја и пребацили га на ово место. У пратњи Геринга, Хеса, Редера, Кајтела и Рибентропа, Хитлер се упутио ка оближњој спомен плочи. Нико није проговорио ни речи. Хитлер се попео на споменик и прочитао текст: ”Овде је 11. новембра 1918. посустао злочиначки понос Немачког Рајха, који су потукли слободни народи које је он хтео да пороби”. Геринг је прекинуо тишину предлогом да се текст промени. Хитлер није чак ни реаговао. Окрену се и сишао са камена и стао насред пропланка, раширених ногу и са рукама на куковима. Са погледом у коме су се мешали понос, задовољство и омаловажавање гледао је унаоколо. Онда је пришао вагону и сео на место где је 1918. седео Фош. Било је 15:30.
Француска делегација је стигла на пропланак. Оно чега су се плашили када су кренули из Париза, обистинило се. На месту где је Француска славила своју највећу победу требало је сада да призна свој највећи пораз. Пре него што су их пустили у вагон, генерал Енсиже, адмирал Лелик, ваздухопловни генерал Бержере, генерал Паризо и дипломата Ноел, морали су да обиђу почасну стражу СС-а. Када су коначно сели у вагон, морали су прво са саслушају кратак Кајтелов говор у којем је он објашњавао зашто је Немачка била присиљена на рат. Када је Кајтел завршио, Хитлер је Енсижеу пружио текст услова за прекид ватре. Затим је устао и отишао са већим делом пратње. Само су Кајтел и Јодл остали. Напољу су свирали “Немачка изнад свега” и песму Хорста Весела. Унутра су ћутали. Када је музика престала, Кајтел је рекао да очекује да Французи имају бланко-пуномоћ. Имали су дакле само да кажу да или не, није имало шта да се преговара. Прекид ватре би иначе ступио на снагу тек када би се прихватили и италијански услови. Кајтел је допустио да се Французи међусобно посаветују. Када су се у 18:00 вратили у вагон, тамо је био још само Јодл. После краће расправе Французи су добили дозволу да контактирају са својом владом у Бордоу.
Када су Французи следећег дана у 11:00 дошли поново у вагон, донели су противпредлоге које је њихова влада саставила преко ноћи. Кајтел је био спреман да им да нека усмена обећања, која не би ушла у протокол. Опет је дошло до саветовања са владом у Бордоу. Међутим у 18:34 је један немачки официр донео Кајтелу ноту, да услови морају да се прихвате данас до 19:00, иначе ће вратити француску делегацију. Енсиже је прочитао једну изјаву, а онда додао: ”Генерале, ви сте војник и знате како је једном војнику тешко да уради оно што сам ја дошао овде да урадим”. Кајтел је затражио минут ћутања за оне “... који су дали свој живот за отаџбину”. Церемонија је била завршена. После кратког разговора у четири ока између Енсижеа и Кајтела, Французи су у 19:05 пошли преко Париза за Рим. После церемоније, Хитлер је дао следеће наређење: 
“После церемоније код Компјења наређујем следеће: 
Историјски вагон, спомен плочу и споменик француској победи треба пренети у Берлин.
Доњи оквир вагона, шине и камење које му оквирује место, треба уништити.
Не треба дирати споменик маршалу Фошу”
25. јуна у 0:35 ступио је на снагу прекид ватре. Француска је капитулирала у општој збрци и хаосу.

## Италијански напад
За време рата на Западу 1940. године Хитлер је Мусолинију слао, једно за другим, писма о својим успесима, стварајући тако Мусолинију комплексе. Мусолини је у дубини душе желео да се реши оваквог пријатељства са Хитлером, једва да је успео да направи срећно лице када је чуо да је Хитлер избегао први атентат. Нетактичност Немаца га је веома нервирала, а највише се разбеснео када је посумњао да они подстичу отпор у јужном Тиролу. Међутим, Мусолини је имао једну лошу особину, да се прилагођава онима са којима се дружио. Највише му је сметала Хитлерова самовоља и немачко-совјетски споразум због кога је очекивао потешкоће на Балкану. Мусолини је одлучио да започне рат 5. јуна 1940. године. На Хитлерову молбу то је одложено док Немачка не уништи сву Француску авијацију. Напад је померен за 10. јун 1940. године. Иако је рат објављен 10. јуна, прве операције су почеле тек 22. јуна 1940. године. Профранцуски маршал Бадољо се уопште није журио, а италијанска „суперармија“ према француској граници се није макла ни корака. Британски авиони су 12. јуна бацили неколико бомби на Торино, а Французи су затим засули војне циљеве код Ђенове и Венеције, на шта су Италијани одговорили бомбардовањем Корзике и Малте. Британска авијација се усмерила на северну Африку, па је напала италијанске јединице код Тобрука. Због тога је Мусолини морао да 17. јуна поднесе извештај краљу да стање на египатском фронту није баш сјајно, и да су већ изгубљена два либијска пука. Захтеви Италије према Француској били су велики. Осим Нице, Туниса, Корзике и Џибутија, спомињале су се и базе у Алжиру и Мароку и предаја флоте. На крају је Мусолини ипак ублажио захтеве на само 50 километара демилитаризоване зоне дуж границе. Тек 21. јуна, дан пред немачко-француског прекида ватре, Алпска армија је добила задатак да изврши напад. Али судећи по прислушкиваном разговору два италијанска генерала, она ни тада није била спремна за то. Команданти су се свађали око врховног командовања, због чега је једина расположива телефонска линија била преоптерећена. Италијани у свом походу нису успели да дођу ни до оближње Нице. 24. јуна у једној вили близу Рима стављена је тачка на овај италијански поход, који је ипак Италијане коштао 4.000 мртвих и рањених војника.

## Узроци пораза француске армије
Пораз Француске 1940. био је, добрим делом, последица слабе техничке опремљености њене армије. Недостајала им је противавионска артиљерија, авиони и противтенковска артиљерија. За стање у противваздушној одбрани карактеристичне су речи генерала Жоржа: Ушли смо у рат без артиљерије против ниско и високо летећих циљева и са осредњом снагом против осталог.